# Izraelská stezka

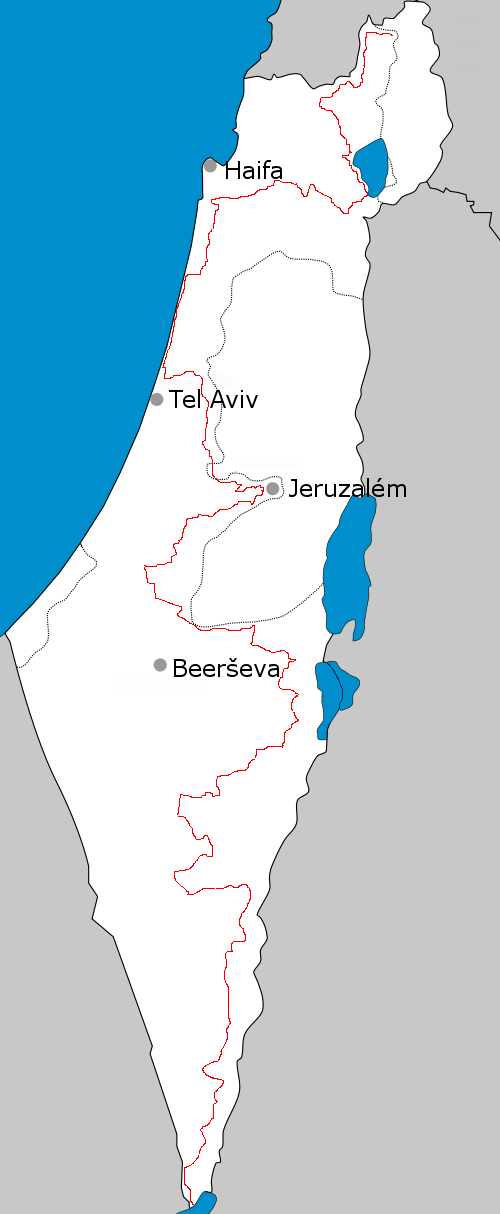
Izraelská stezka

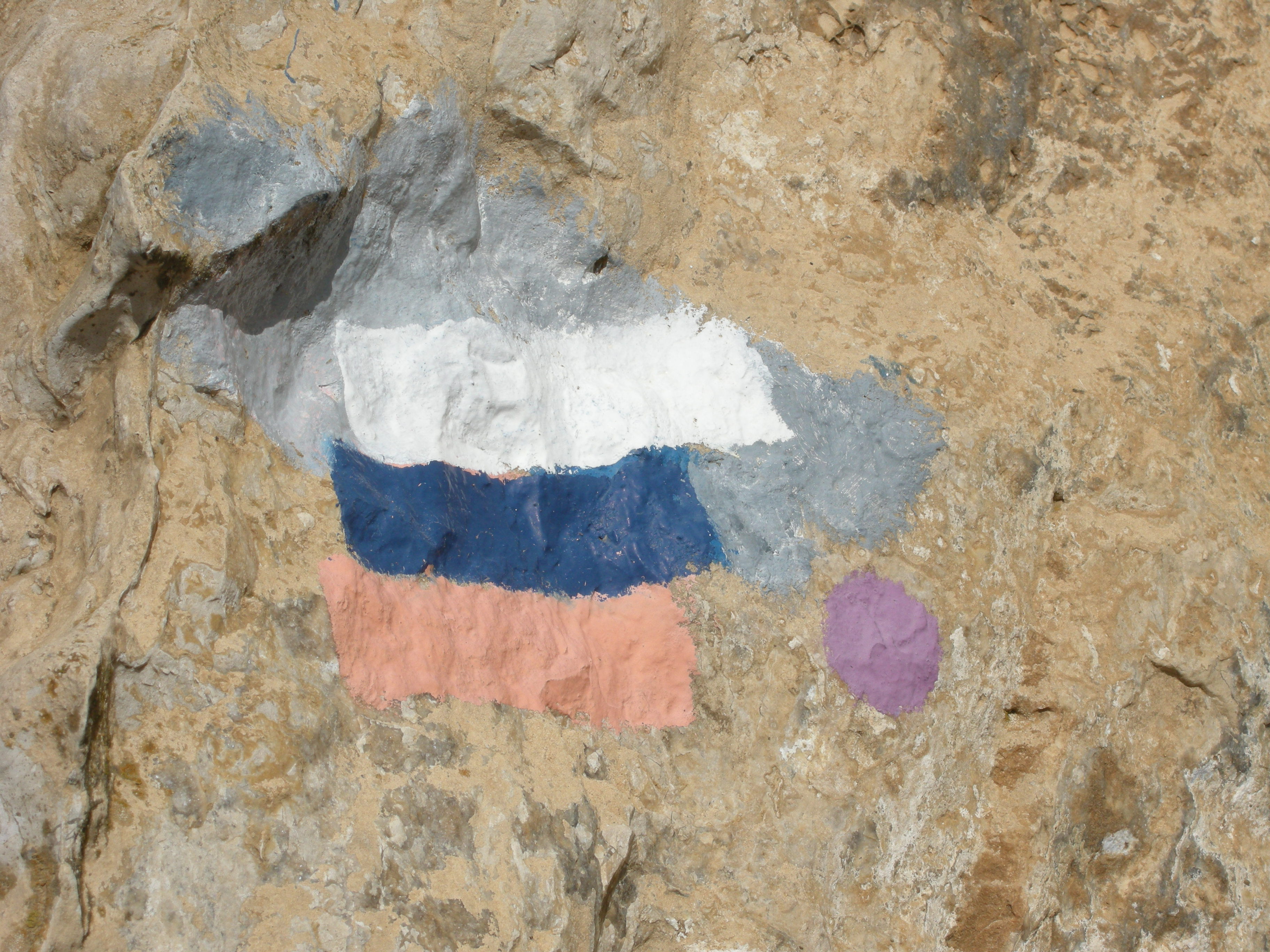
Typická turistická značka Izraelské stezky

Izraelská stezka (hebrejsky: שביל ישראל, Švil Jisra'el) je dálková turistická trasa, vedoucí po celém Izraeli, která začíná u města Dan, při libanonských hranicích a končí u města Ejlat u Rudého moře. Celková délka je 940 km a ujít tuto trasu souvisle trvá 30–70 dní.
Izraelská stezka je označována třemi pruhy (bílým, modrým a oranžovým), které jsou malovány na kameny či jiné objekty podél cesty. V současnosti neexistuje v angličtině mnoho průvodců, které tuto trasu zmiňují. To se však snaží napravit oficiální internetové stránky, které poskytují užitečné informace v angličtině.

## Části stezky
Pro ty, kteří by si chtěli projít jen část stezky připravily internetové stránky Izraelské stezky rozdělení celé trasy do dvanácti menších částí:
1. hory Naftali a útesy Reches Ramim (Horní Galilea)
2. potok Nachal Kedeš a pevnost Ješa (neboli Mecudat Koach) (Horní Galilea)
3. potok Merom, Ein Ceved a ruiny Šema (Horní Galilea)
4. hora Tábor (Dolní Galilea)
5. Nachal Cipori (Dolní Galilea)
6. Nachal Ma'apilim / potok Nachaš (Karmel)
7. Šajarotské pohoří (Judské hory)
8. Jatirské ruiny a lom Dragot
9. Mamšit a Mamšitský potok (Negevská poušť)
10. Micpe Ramon a Machteš Ramon (Negevská poušť)
11. Kisujský potok a údolí Ovda (Negevská poušť)
12. Šchoretský potok (Ejlatské hory)